# Scheune Dorfstraße 70
Die Scheune Dorfstraße 70 in der niedersächsischen Gemeinde Oerel, wurde im 18. Jahrhunderts gebaut. Aktuell (2025) wird sie gewerblich genutzt.>
Das Gebäude steht unter Denkmalschutz (siehe auch Liste der Baudenkmale in Oerel).

## Geschichte und Beschreibung
Oerel wurde 937 erstmals erwähnt und gehört zur Samtgemeinde Geestequelle im heutigen Landkreis Rotenburg (Wümme). 
Die eingeschossige traufständige Scheune in Fachwerk mit  Ankerbalken und Ausfachungen in Flechtwerk, mit reetgedecktem Walmdach als Sparrendach mit einfacher Kehlbalkenlage und mit mittiger Querdurchfahrt, wurde in der zweiten Hälfte des 18. Jahrhunderts gebaut.
Das Landesdenkmalamt befand u. a.: „… wegen des gebäudetypischen, orts- und heimatgeschichtlichen Zeugniswerts ….“